# Austrolycopodium assurgens
Austrolycopodium assurgens — вид плауноподібних рослин родини плаунові (Lycopodiaceae).

## Поширення
Вид досить поширений у Бразилії.